# Воскобійня
Воскобі́йня — проміжна залізнична станція 4-го класу Дніпровської дирекції Придніпровської залізниці на перетині електрифікованих ліній Верхівцеве — Запоріжжя-Кам'янське та Воскобійня — Самар-Дніпровський між зупинним пунктом Платформа 139 км (2 км) та станцією Кам'янське-Пасажирське (11 км). Розташована в селищі Аули Кам'янського району Дніпропетровської області, на західній околиці міста Кам'янське.

## Історія
Станція відкрита 18 травня 1884 року. У 1958 році станція електрифікована постійним струмом (=3 кВ).
Аварія на перегоні Воскобійня — Верхньодніпровськ
20 липня 2020 року, близько 02:00, трапилася аварія на перегоні Воскобійня — Верхньодніпровськ, яка призвела до затримки залізничного руху. Вантажний поїзд № 3531, що рухався перегоном, зупинився на 135 км через спрацювання автогальм. Під час огляду рухомого складу локомотивна бригада виявила сходження з рейок трьох вагонів та висипання вантажу (катанки) з одного з них. У цей час зустрічний вантажний поїзд № 1726 застосував екстрене гальмування на 138-му км перегону через наїзд на розсипаний вантаж. При цьому сталося сходження з рейок локомотива ВЛ8 першою колісною парою. Вагон, з якого сталося висипання вантажу, належав компанії «Лемтранс». Аварія спричинила затримку низки пасажирських поїздів. Щоб прискорити перевезення пасажирів до станцій прямування, регіональна філія «Придніпровська залізниця» підготувала обхідні маршрути через станції Верхівцеве, Кривий Ріг-Головний та Запоріжжя I для низки пасажирських поїздів. Уже до вечора цього ж дня оперативно було звільнено парну колію перегону й відновлено рух поїздів, насамперед пасажирських.

## Пасажирське сполучення
На станції Воскобійня зупиняються приміські електропоїзди сполученням:
- Верхівцеве — Дніпро;
- Дніпро — П'ятихатки-Стикова;
- П'ятихатки — Дніпро;
- Дніпро — Кривий Ріг.

## Галерея

Вокзал станції Воскобійня
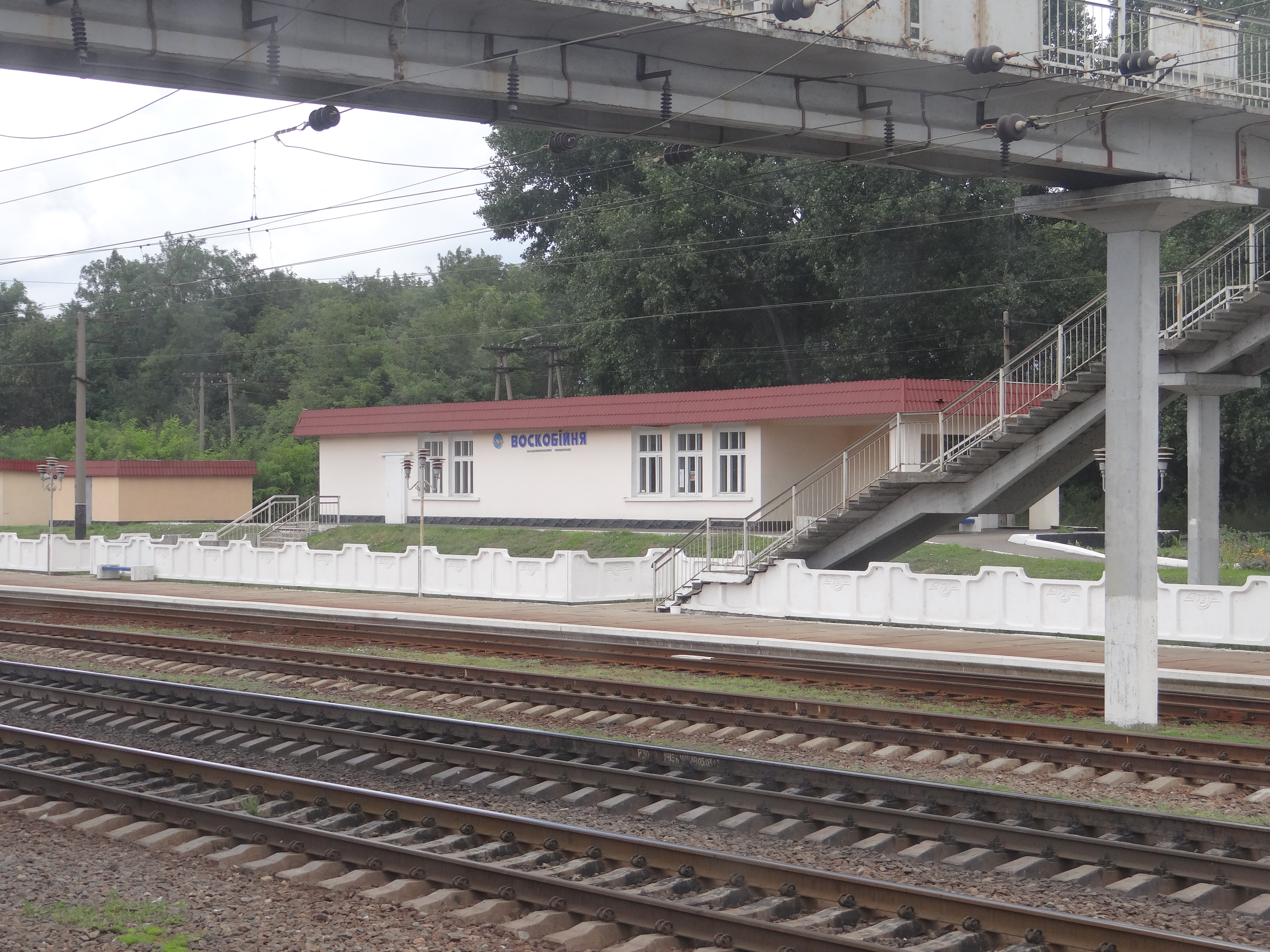
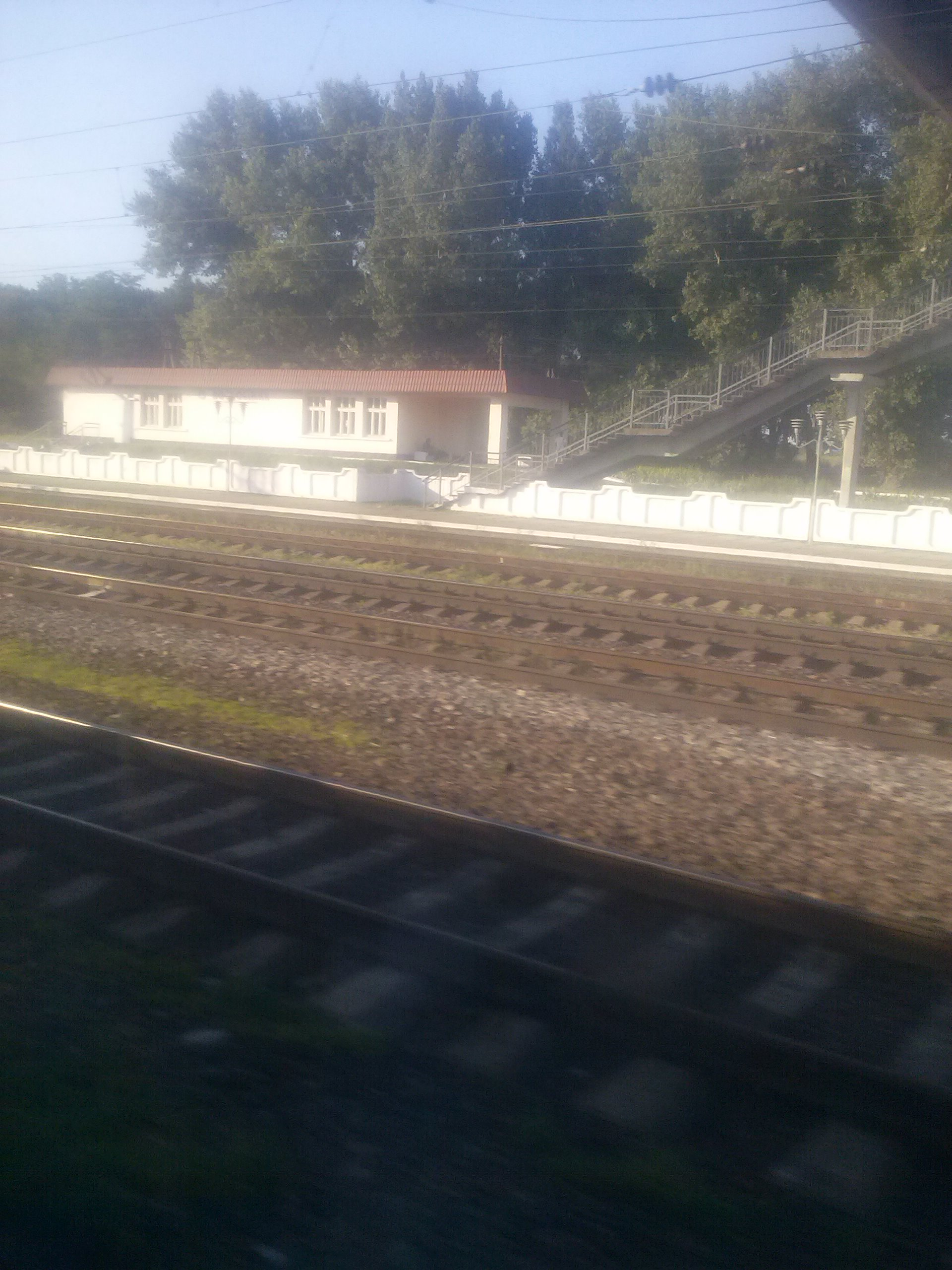